# Relações entre Áustria e Japão

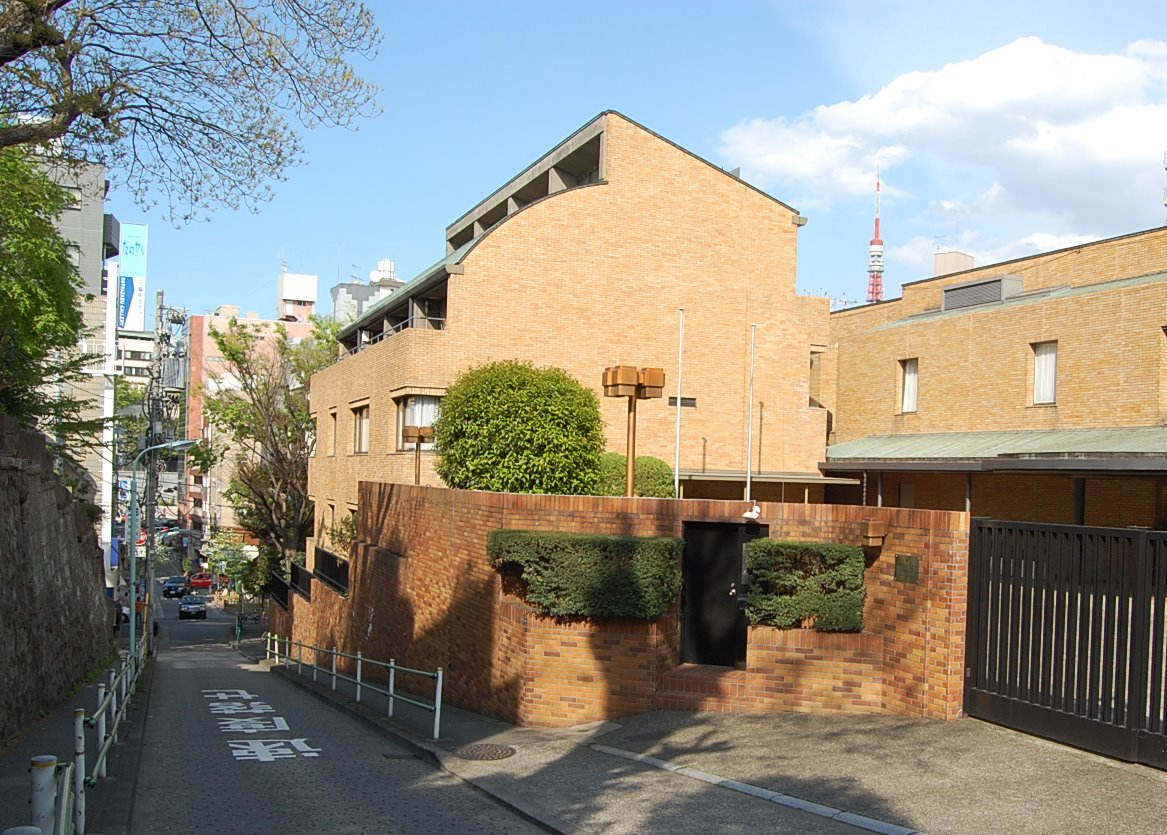
Embaixada da Áustria no Japão

As relações austríaco-japonesas são relações externas entre a Áustria e o Japão. Ambos os países estabeleceram relações diplomáticas em 1869. A Áustria tem uma embaixada em Tóquio e quatro consulados-gerais: em Hiroshima, Nagoya, Osaka e Sapporo. O Japão tem uma embaixada em Viena e um consulado-geral em Salzburgo.
Em junho de 1999, o Presidente da Áustria, Thomas Klestil, fez uma visita de Estado ao Japão. Foi a primeira visita de Estado de um presidente austríaco ao Japão.
Em 2007, o Japão foi o terceiro parceiro comercial estrangeiro mais importante da Áustria.